# Robert Schumann
Robert Alexander Schumann (Zwickau, 8 de junho de 1810 — Endenich, 29 de julho de 1856) foi um pianista, compositor e crítico musical alemão. Era casado com a pianista e compositora Clara Schumann.

## Preâmbulo
Robert Schumann é considerado um dos maiores compositores da era romântica. Schumann deixou os estudos de direito para seguir a carreira musical, como pianista virtuoso. Foi aluno do notável professor de piano Friedrich Wieck, o qual garantiu a Schumann que este poderia tornar-se o maior pianista da Europa. Mas o sonho foi interrompido por uma lesão nas mãos de Schumann, que passou a dedicar-se à carreira de compositor e crítico musical.

## Vida

### Juventude
Robert Schumann nasceu em Zwickau, no Reino da Saxônia, em 8 de junho de 1810, como o quinto e último filho de um livreiro e romancista, August Schumann e Johanna Schumann. Schumann começou a compor antes dos sete anos, influenciado pelo tempo dedicado à leitura e à literatura, bem como pela experiência com as músicas do período, lendo, também, a obra mais atual de Lord Byron e outros autores como Walter Scott e Jean Paul, escritor que Robert admirava ao ponto de, em 1828, empreender uma peregrinação a Bayreuth para visitar o seu túmulo.

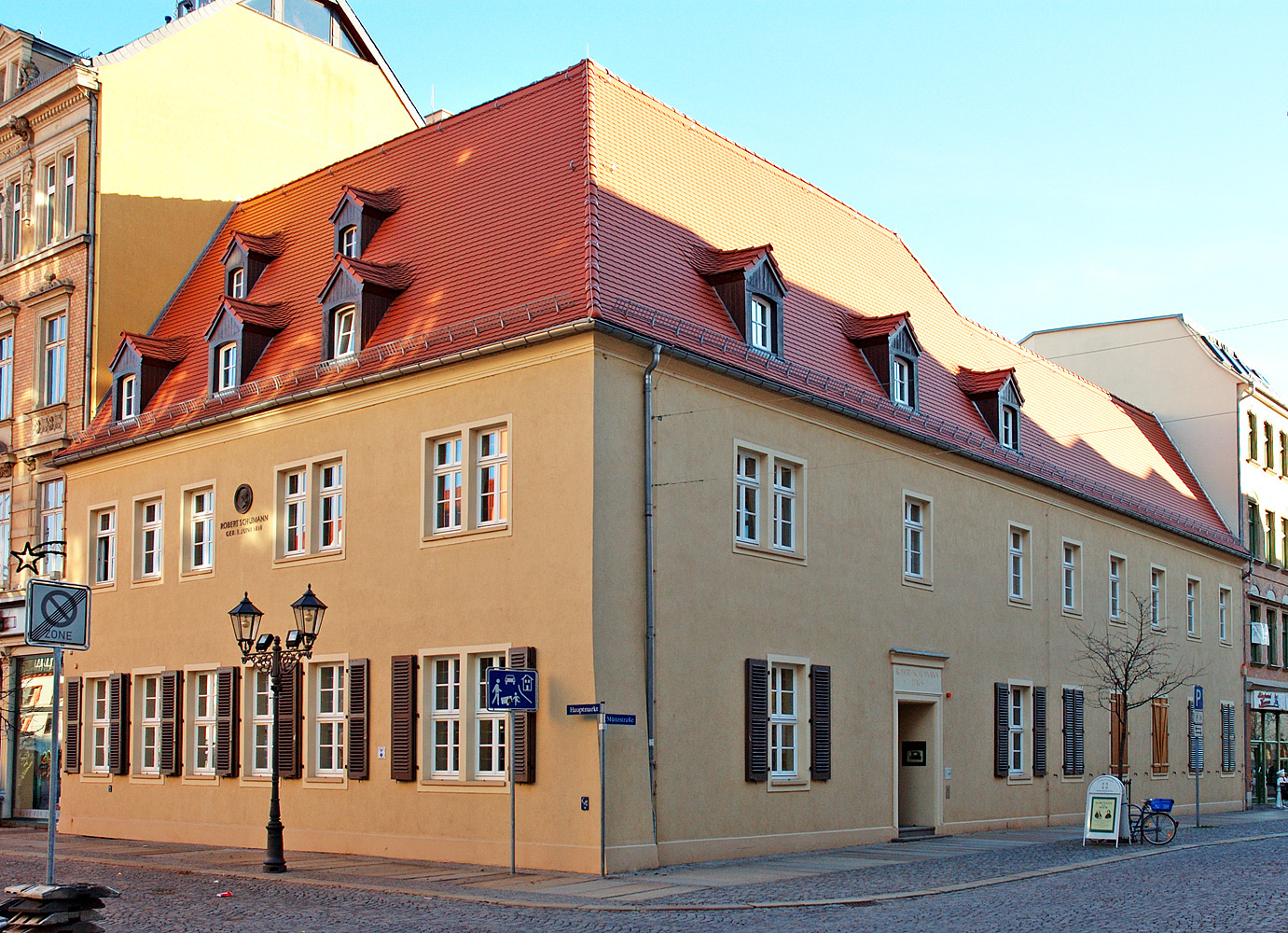
Casa em que Schumann nasceu, em Zwickau, hoje um museu.

Aos sete anos, o pequeno Schumann começou a estudar música geral e piano com um professor do colégio Zwickau, Johann Gottfried Kuntzsch. Imediatamente, o menino apaixonou-se pela música e passou a trabalhar em suas próprias composições, sem a ajuda de Kuntzsch. Apesar de, muitas vezes, Schumann desconsiderar aspectos e princípios da composição musical, ele criou obras consideradas admiráveis para a época, e foi muito elogiado.[carece de fontes?]
Em 1824, aos 14 anos, Schumann escreveu um ensaio sobre a estética da música e trabalhou em um volume, editado por seu pai e intitulado "Portraits of Famous Men". Na escola, em Zwickau, estudou as obras dos poetas-filósofos alemães Schiller e Goethe, além de outras obras como Byron e Jean Paul - sua inspiração literária mais forte - cuja influência pode ser vista em algumas obras, como "Juniusabende", 1826.
Em Karlsbad, Schumann assistiu a uma apresentação do pianista e compositor checo Ignaz Moscheles e, mais tarde, interessou-se pelas obras de Beethoven, Mendelssohn e Schubert.
Em 1826 seu pai morreu, algo que Robert jamais superou, em razão do enorme sofrimento de sua perda. Depois disso, nem sua mãe nem seu tutor o encorajaram a seguir a carreira musical, mas sim o Direito.
Schumann deixou o colégio em 1828. Após uma passagem em Munique, onde conhece o poeta Heinrich Heine, sob pressão familiar, viajou até Leipzig, cidade de Johann Sebastian Bach, a fim de matricular-se na faculdade de Direito, na Universidade de Leipzig. Em Leipzig, passou a dedicar-se exclusivamente à música, concentrando-se na composição de canções, romances e improvisos, com auxílio de seu professor Friedrich Wieck e Heinrich Dorn, mestre de capela da catedral daquela cidade. Enquanto este último lhe ensinou composição e harmonia, o primeiro transmitiu-lhe o amor pelo piano.
Em 1829, em Heidelberg, retomou o estudo das leis, inscrevendo-se na cátedra de Justus Thibaut. Todavia, os verdadeiros ensinamentos deste grande filósofo começariam após o horário escolar, quando este se reunia com o aluno para lhe confessar que era a música a sua verdadeira paixão.

#### 1830 - 1836

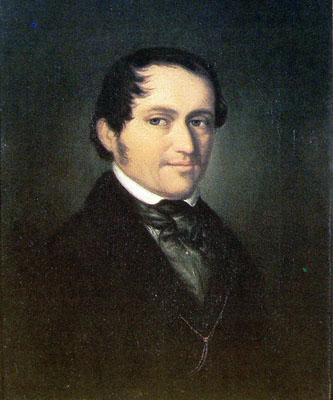
Friedrich Wieck aos 45 anos, 1830.

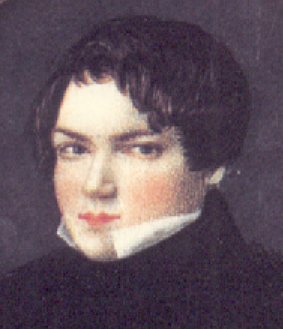
Robert Schumann, 1830.

Na páscoa de 1830, em uma apresentação em Frankfurt, ouviu o violinista e compositor italiano Niccòlo Paganini. Schumann, entusiasmado com a performance do violinista e, movido por seus desejos de seguir a carreira musical, escreveu à mãe em uma carta: "Minha vida inteira foi uma luta entre a Poesia e a Prosa, ou chame-a de Música e Direito". O facto de ter conhecido o pianista Ignaz Moscheles e o fascínio por Niccoló Paganini acabaram por lhe determinar o destino. Com a permissão de sua mãe e, de volta à Leipzig, retoma suas aulas com seu mentor, Friedrich Wieck, o qual lhe garantiu que, com alguns anos de estudo, Schumann tornar-se-ia um pianista de muito sucesso.
Durante seus estudos com Wieck, é dito que Schumann, para fortalecer os dedos mais fracos, utilizou um dispositivo mecânico que segurava um dedo enquanto exercitava os demais. Isso acarretou graves lesões em seus dedos e em suas mãos. Schumann referiu-se a esse episódio como "uma aflição de toda a mão". Alguns argumentam que, como a deficiência - possivelmente causada pela Distonia - parecia ter sido crônica e ter afetado a mão, e não apenas um dedo, provavelmente não foi causada por um dispositivo de fortalecimento do dedo. Impossibilitado de tocar, Schumann abandonou a carreira de pianista e passou a dedicar-se à composição.

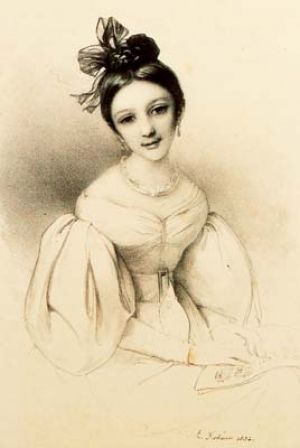
Clara Wieck, por Eduard Clemens Fechner, 1832.

A sua tendência era revolucionária na época, tendo como grande fonte de inspiração o contraponto de Bach, mais especificamente em "Cravo Bem Temperado", analisado a mando do seu professor Wieck. Segundo Schumann, a combinação profunda, o poético e o humorístico são as características que nele derivam de toda a música de Bach. O ato de compor deve ser natural, na tentativa de alcançar a poesia, o obscuro da fantasia, ou seja, o inconsciente, o qual ele revia nas obras de J. S. Bach.
Aos 22 anos de idade, no inverno de 1832, Schumann visitou parentes em Zwickau e Schneeberg e, na ocasião, executou o primeiro movimento de "Zwickauer", sua Sinfonia em Sol menor.  Em Zwickau, no mesmo ano, a obra foi tocada por Clara Wieck, de 13 anos em um recital. Clara também tocou com maestria Variações de Henri Herz, certa vez criticado por Schumann. Após à apresentação, a mãe de Schumann disse à pianista: "Você deve se casar com meu Robert um dia".
Em 1833, no contexto de pandemia de cólera, o irmão de Schumann, Julius e sua cunhada Rosalie morreram. Isso trouxe um grave episódio depressivo.

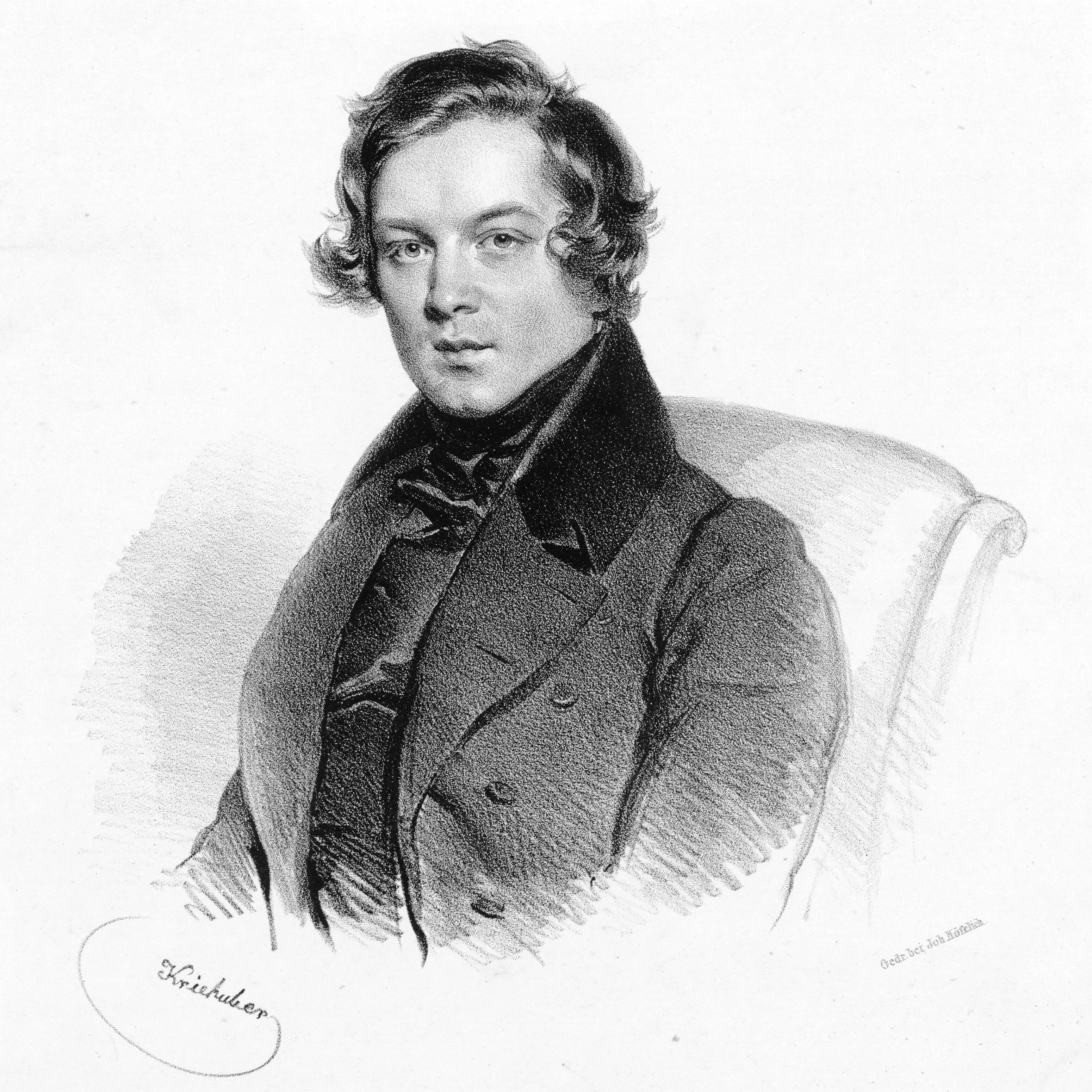
Robert Schumann com 29 anos, em 1839.

Na primavera de 1834, em conjunto com Friedrich Wieck, amigos e intelectuais da época fundaram o Neue Zeitschrift für Musik (Nova Revista para a Música), um jornal voltado para a música, publicado pela primeira vez em 3 de abril de 1834. Nos dez anos em que esteve à frente deste, teve uma rica produção artística. Nas escrituras, Schumann publicava as suas críticas fazia, também, campanhas para incentivar e reavivar o interesse pelos principais compositores do passado, como Beethoven, Bach, Mozart e Weber. Ele promoveu o trabalho de alguns compositores da época, como Hector Berlioz, elogiado por Schumann por sua música substancial, e Frédéric Chopin, o qual Robert mencionou em uma frase: "Chapéus ao alto, cavalheiros! Um gênio!". Fortes críticas foram direcionadas a Franz Liszt e a Richard Wagner.
No mesmo ano, trabalhou em uma de suas obras mais famosas, o "Carnaval, Op. 9", a qual seria finalizada em 1835.
No verão de 1834 Schumann tornou-se noivo da jovem Ernestine von Fricken, de 16 anos, filha adotiva de um nobre da Boêmia. Mas o noivado logo foi rompido, no final de 1835.
Em 3 de outubro de 1835, em Leipzig, Schumann visitou a casa de Friedrich Wieck e, lá, conheceu Felix Mendelssohn, manifestando sua admiração com muito entusiasmo.
No verão de 1836 finalizou a sua "Fantaisie in C major, Op. 17", dedicada a Franz Liszt, que tocou a obra para Schumann e escreveu, em uma carta datada de 5 de junho de 1839: 'A Fantaisie que me foi dedicada é uma obra da mais alta qualidade - e estou realmente orgulhoso da honra que você me prestou em me dedicar tão uma grande composição. Quero dizer, portanto, trabalhar nisso e penetrá-la por completo, de modo a fazer o maior efeito possível com ela".

##### Clara Wieck

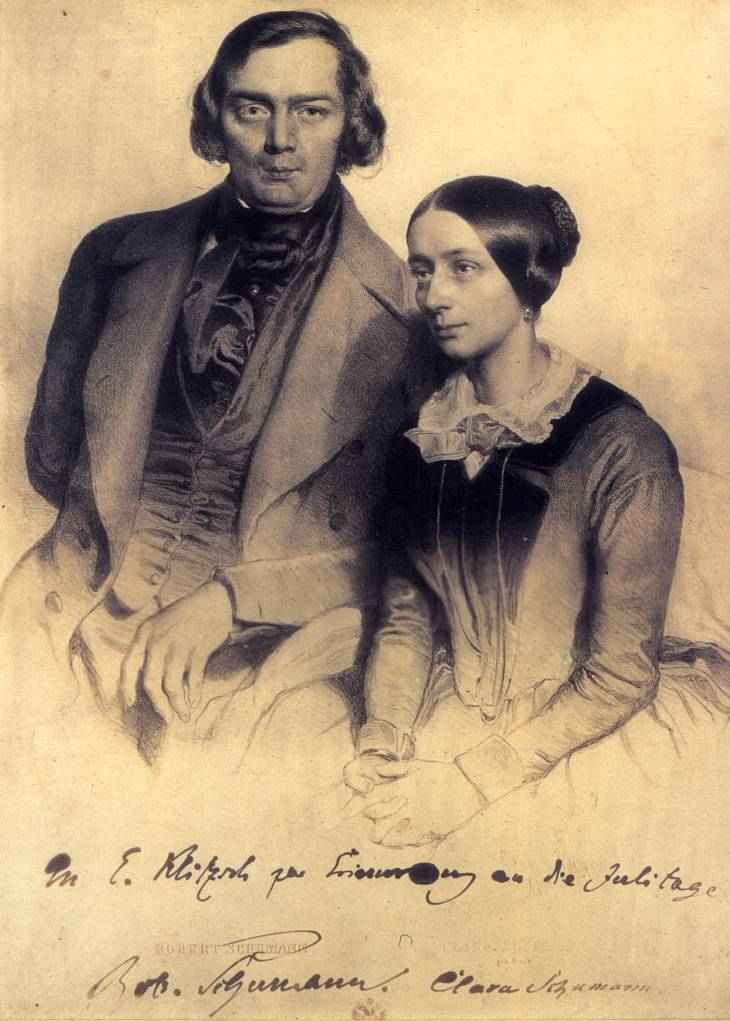
O casal Schumann, 1847.

Clara Josephine Wieck foi uma talentosa pianista e compositora romântica. Ela conheceu Robert Schumann, aluno de seu pai, Friedrich Wieck, em 1828, quando tinha 9 anos, em um recital. Na adolescência, eles iniciaram um romance. Os amantes trocaram cartas de amor e encontraram-se em segredo. Robert costumava esperar horas em um café em uma cidade próxima apenas para ver Clara por alguns minutos após um de seus recitais.
Em 1837, quando Clara tinha 18 anos, Robert decide pedir sua mão a seu pai, recebendo uma forte recusa, justificada por Wieck pela diferença de idade entre o casal e pela instabilidade econômica do compositor. Essa relutância só foi interrompida após uma longa batalha judicial, quando um juiz permitiu o compromisso, assim que Clara completasse 21 anos.
Em 1838, finalizou uma de suas obras mais famosas, a "Kinderszenen, Op. 15", ou "Cenas da infância", um conjunto de treze peças para piano solo. Numa carta à sua futura esposa, Clara Wieck, Schumann diz que havia composto sua nova obra como o eco de uma resposta escrita por ela, dizendo-lhe que, por vezes, referia-se a ele como se ele ainda fosse uma criança.[carece de fontes?]

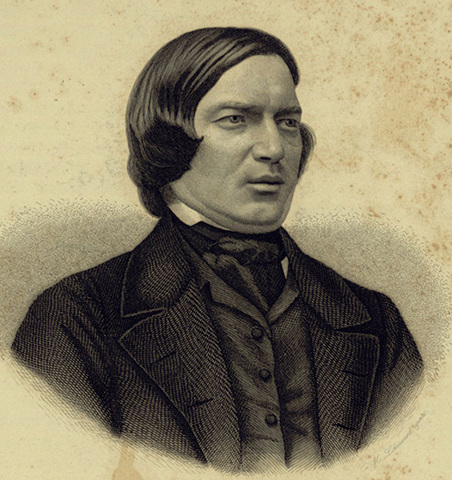
Schumann, por Lämmel, 1840.

Em 12 de de setembro de 1840, um dia antes de seu 21º aniversário, Clara Wieck casou-se com Robert Schumann, na igreja Gedächtniskirche Schönefeld, em Leipzig-Schönefeld, tornando-se a Clara Schumann. Ansioso pela chegada dos netos, em 1842, Friedrich se reconciliou com o casal.
Em 1841, escreveu duas de suas quatro sinfonias: nº 1 em Si bemol maior, Op. 38, Spring e Noº 4 em Ré menor.
Passou a primeira metade de 1844 com Clara, em turnê pela Rússia.
De volta à Alemanha, Schumann abandonou seu trabalho editorial e partiu de Leipzig rumo à Dresden. Durante esse período, sofreu de persistente "prostração nervosa", crises de calafrios e uma apreensão de morte. Desenvolveu uma aversão a locais altos e a instrumentos de metais, experimentando, também, drogas. Schumann, em seus diários, afirma que sofreu perpetuamente ao imaginar a nota A5 soando incessantemente em seus ouvidos.
Em 4 de dezembro de 1845, em Dresden, é completado e estreado o seu concerto para piano, o "Concerto para piano em Lá Menor, Op. 54", inicialmente escrito em 1841 como uma fantasia para piano e orquestra, a "Phantasie em Lá menor". Porém sua esposa, Clara, o incentivou a expandi-lo a um concerto para piano completo.
No inverno de 1847, o casal visitou Viena e viajaram para Praga e Berlim na primavera. Passaram o verão em Zwickau, onde desfrutaram de uma carinhosa recepção.

###### 1850-1853

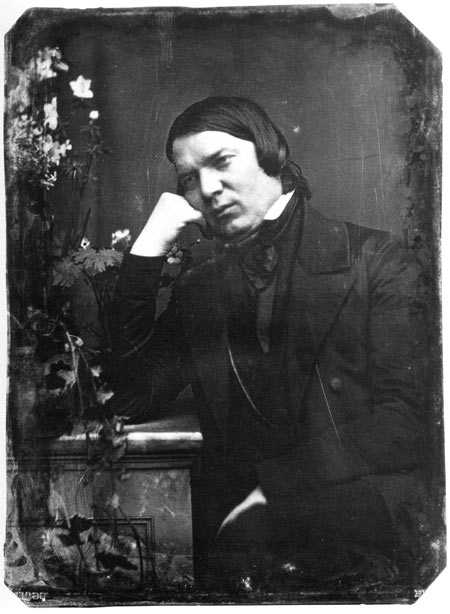
Daguerreótipo de Robert Schumann, 1850.

De 1850 a 1854, Schumann compôs em uma ampla variedade de gêneros. Contudo, os críticos contestaram a qualidade de seu trabalho neste momento. Uma opinião crítica difundida é que suas composições mostram traços de colapso mental e decadência criativa, o que foi, posteriormente, sugerido como uma "experimentação lúcida".
Em 1850, foi diretor musical na cidade de Düsseldorf, sucedendo no cargo que fora de Ferdinand Hiller. Porém, ele era visto como um mau diretor o que, rapidamente, despertou a oposição dos músicos e dos críticos. Subsequentemente, teria seu contrato rescindido, renunciando ao cargo, em 1854, devido ao seu estado avançado de doença mental. Na verdade, Schumann teve um longo histórico de transtorno mental, com suas primeiras manifestações em 1833, como um episódio depressivo melancólico grave, que se repetiu várias vezes, alternando com fases de "exaltação" e ideias cada vez mais delirantes de ser envenenado ou ameaçados com itens metálicos.
Em 1851, trabalhou no que seria futuramente publicado como sua quarta sinfonia, Sinfonia nº 4 em Ré menor, esboçada em 1841 e publicada em 1891.
No mesmo ano, até 1853, visitou a Suíça, Bélgica e Leipzig. Em Düsseldorf, em 30 de setembro de 1853, Johannes Brahms, de 20 anos, sem nenhum aviso prévio, bate à porta da residência Schumann. O casal, então, recebe o jovem, que executa uma série de obras suas ao piano. Os Schumanns ficaram muito surpresos e admirados com a música de Brahms, que logo tornou-se um amigo íntimo da família, permanecendo com eles por várias semanas.

###### Morte

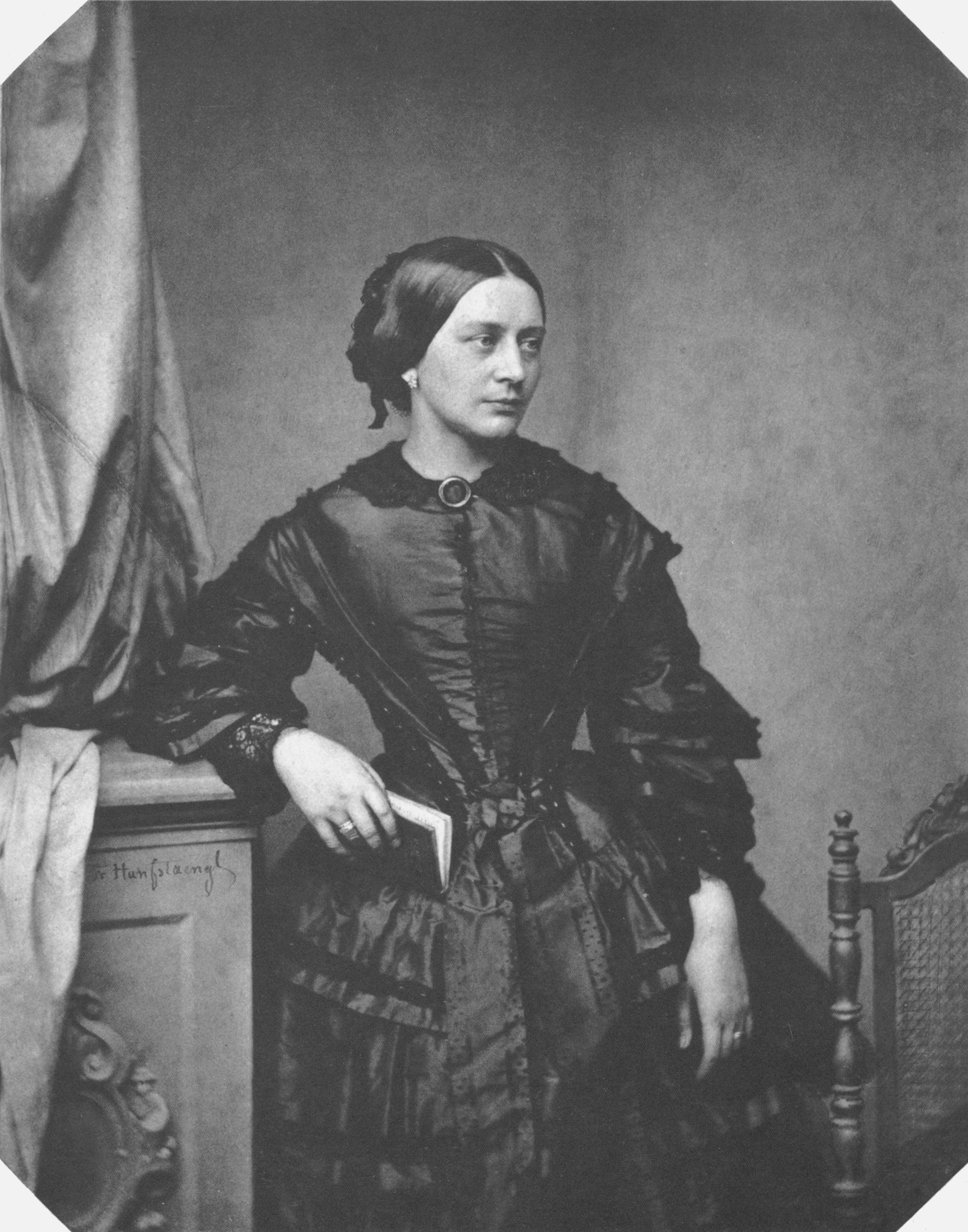
Clara Schumann, por Franz Hanfstaengl, 1857.

Depois de uma tentativa de suicídio no início de 1854, quando atirou-se ao Rio Reno de uma ponte na cidade, Schumann foi internado em um hospício para doentes mentais em Endenich, onde passou seus últimos dois anos de sua vida, perto de Bonn, Alemanha. Foi diagnosticado com "melancolia psicótica" e morreu em 29 de julho de 1856, em Endenich sem ter se recuperado de sua doença mental, apesar de visitas de Clara, Johannes Brahms e Joseph Joachim.
Clara, que o sobreviveu por 40 anos, dedicou sua vida a divulgar a obra do marido e, enquanto viúva, aparecia em seus concertos sempre vestida de preto.

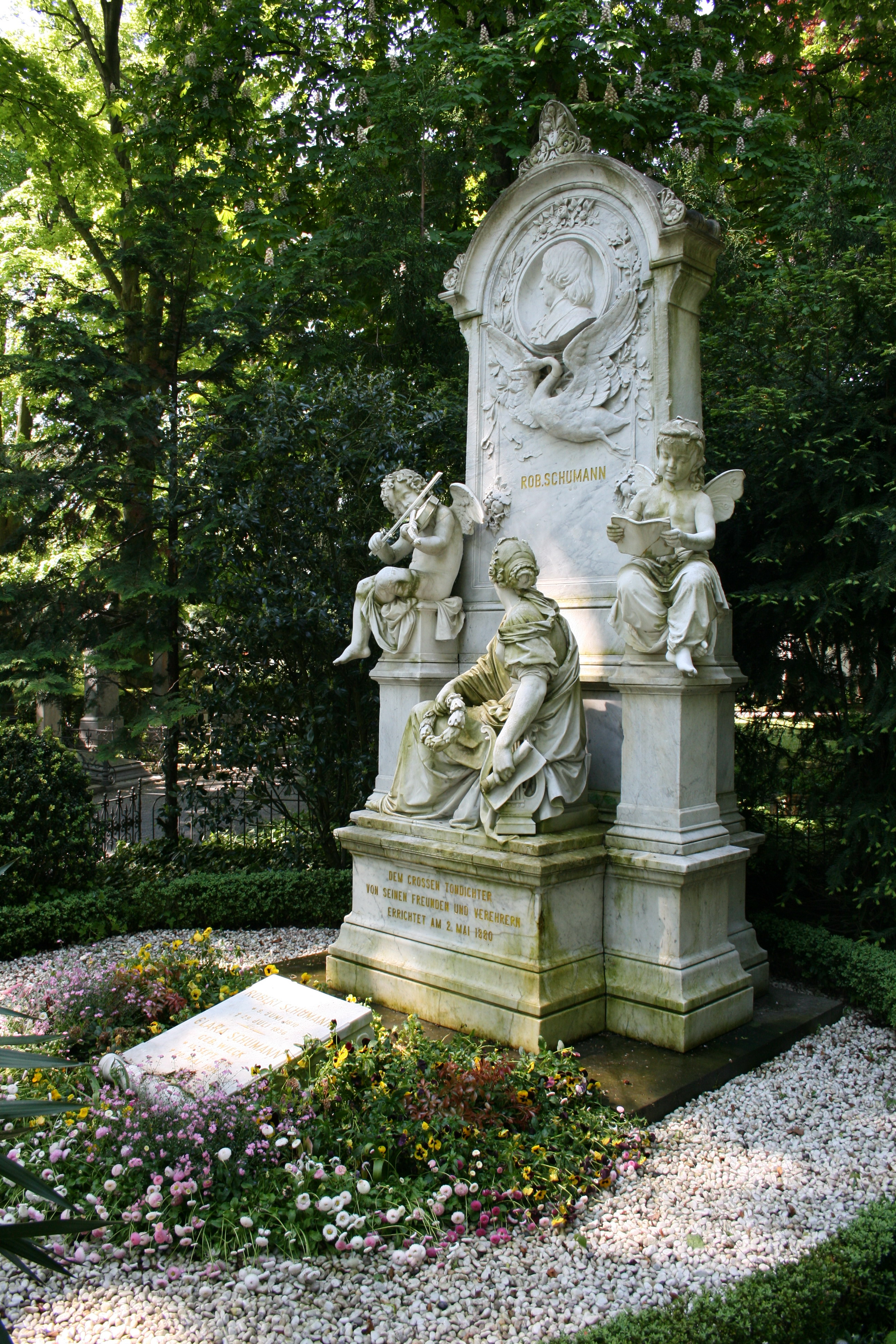
Túmulo de Robert e Clara Schumann, em Bonn, na Alemanha.

Diagnósticos hipotéticos das doenças Schumann variam de paralisia geral progressiva (ou sífilis terciária) a encefalopatia hipertensiva, com evidências mais convincentes de ter sido ou esquizofrenia ("demência precoce", "catatonia periódica") ou transtorno bipolar. Ideias delirantes, ideias de referência, bem como alucinações auditivas (ele estaria escutando a nota Lá em todos os lugares, o que o perturbou profundamente) apoiam um diagnóstico no espectro esquizofrênico. No entanto, a noção de que Schumann tinha um transtorno bipolar, possivelmente com características psicóticas, é fundamentada pelo curso ondulante de sua doença com fases depressiva e hipomaníacas distintas, bem como sua recuperação desses episódios individuais com restauração plena de suas habilidades musicais e de composição.

## Composições

### Piano solo
- Tema no nome de "ABEGG" com Variações, Opus 1. (1830)
- Papillons, Opus 2. (1829-1831)
- Intermezzi, Opus 3. (1832)
- Toccata em Dó maior, Opus 7 (1830)
- Carnaval. Scènes mignonnes sur quatre notes, Opus 9. (1834-1835)
- Davidsbündlertänze, Opus 6. (1837, revised 1850)
- Fantasiestücke, Opus 12. (1847)
- Fantasiestücke, Opus 111. (1851)
- Etudes en forme de variations, Opus 13. (doze Estudos Sinfônicos) (1834, rev. 1852)
- Kinderszenen, Opus 15. (1838)
- Kreisleriana. Fantasien, Opus 16. (1838, revised 1850)
- Fantasia em Dó maior, Opus 17. (1836)
- Arabesque em Dó maior, Opus 18. (1838-39)
- Humoreske em Si bemol maior, Opus 20. (1839)
- Novelletten, Opus 21. (1838):
- No.1, Fá maior.
- No.2, Ré maior.
- No.3, Ré maior.
- No.4, Ré maior.
- No.5, Ré maior.
- No.6, Lá maior.
- No.7, Mi maior.
- No.8, Fá sustenido menor-Ré maior.
- Faschingsschwank aus Wien. Fantasiebilder, Opus 26. (1839)
- Waldszenen, Op. 82. (1848-49)

### Concertos
- Concerto para Piano e Orquestra em Lá menor, Opus 54. (1841 e 1845)
- Concerto para Violoncelo e Orquestra em Lá menor, Opus 129. (1850)
- Fantasia para Violino e Orquestra em Dó maior, Opus 131. (1853)
- Concerto para Quatro Trompas e Orquestra

### Lieder
- Liederkreis, Opus 24. (1840), sobre texto de Heine.
- Myrthen, Opus 25. Ciclo de 26 canções. (1840)
- 1. Widmung.
- Liederkreis, Opus 39. (1840), sobre texto de Eichendorff.
- Frauenliebe und Leben, Opus Ciclo (1840), sobre texto de Chamisso.
- Dichterliebe, Opus 48. Ciclo (1840), sobre texto de Heine.

### Orquestral
- Sinfonia No.1 em Si bemol maior, Opus 38. "Primavera." (1841)
- Sinfonia No.2 em Dó maior, Opus 61. (1845-1846)
- Sinfonia No.3 em Mi bemol maior, Opus 97. "Renana." (1850)
- Sinfonia No.4 em ré menor, Opus 120. (1841, revista em 1851)
- Abertura e música incidental para "Manfred" de Byron, Opus 115. (1848-1849)
- Abertura para o Festival de Rheinweinlied, Opus 123. (1853)
- "Cenas do Fausto de Goethe", WoO 3 (1844-1853)

### Música de câmara
- Três Quartetos de Cordas, Opus 41. (1842):
- No.1, Lá menor
- No.2, Fá maior
- No.3, Lá maior
- Quinteto para Piano em Mi bemol maior, Opus 44. (1842)
- Quarteto para Piano em Mi bemol maior, Opus 47. (1842)
- Fantasiestücke para Clarineta (ou Violino, ou Violoncelo) e Piano, Opus 73. (1849)
- Drei Romanzen para Oboé (ou Violino, ou Clarineta) e Piano, Opus 94. (1849)

### Coral
- Das Paradies und die Peri para Vozes solistas, Coro, e Orquestra, Opus 50. (1843)
- Der Rose Pilgerfahrt para Vozes solistas, Coro, e Orquestra, Opus 112. (1851)
- Missa, Opus 147. (1852)
- Réquiem, Opus 148. (1852)

### Piano de pedal
- Studien für den Pedal-Flügel, Opus 56. (1845):
- No.1, Dó menor.
- No.2, Lá menor.
- No.3, Mi maior.
- No.4, Lá bemol maior.
- No.5, Si menor.
- No.6, Si maior
- Skizzen für den Pedal-Flügel, Opus 58. (1845):
- No.1, Dó menor.
- No.2, Dó maior.
- No.3, Fá menor.
- No.4 Ré bemol maior.

### Órgão
- Seis Fugas Sobre o nome de "BACH", Opus 60. (1845)
- No.1, Si bemol maior.
- No.2, Si bemol maior.
- No.3, Sol menor.
- No.4, Si bemol maior.
- No.5, Fá maior.
- No.6, Si bemol maior

### Ópera
- Genoveva, Opus 81. (1846-1848)

## Legado
Schumann teve uma influência considerável no século XIX e além. Aqueles que ele influenciou incluíram compositores franceses como Fauré e Messager, que fizeram uma peregrinação conjunta ao seu túmulo em 1879, Bizet, Widor, Debussy e Ravel, juntamente com os desenvolvedores do simbolismo. Cortot sustentou que o Kinderscenen de Schumann inspirou Jeux d'enfants de Bizet (Jogos Infantis, 1871), Pièces pittoresques de Chabrier (1881), Cantinho das Crianças de Debussy (1908) e Ma mère l'Oye de Ravel (Mother Goose, 1908).
Em outras partes da Europa, Elgar chamou Schumann de "meu ideal", e o Concerto para Piano de Grieg é fortemente influenciado pelo de Schumann. Grieg escreveu que as canções de Schumann mereciam ser reconhecidas como "grandes contribuições para a literatura mundial", e Schumann foi uma grande influência na escola russa de compositores, incluindo Anton Rubinstein e Tchaikovsky. Este último, embora crítico da orquestração, disse que as obras sinfônicas de Schumann, bem como a música de câmara e peças para piano, revelaram "um mundo totalmente novo de formas musicais".
Embora Brahms tenha dito que tudo o que ele tinha aprendido com Schumann era como jogar xadrez, outros compositores em países de língua alemã cuja música mostra a influência de Schumann incluem Mahler, Richard Strauss e Schoenberg. Mais recentemente, Schumann tem sido uma influência importante na música de Wolfgang Rihm, que incorporou elementos da música de Schumann em obras de câmara (Fremde Szenen I-III, (Foreign Scenes, 1982-1984) e sua ópera Jakob Lenz (1977-1978). Outros compositores do século XX e XXI baseados em Schumann incluem Mauricio Kagel, Wilhelm Killmayer, Henri Pousseur e Robin Holloway.
Durante a segunda metade do século XIX desenvolveu-se o que ficou conhecido como a "Guerra dos Românticos". Os sucessores de Schumann, incluindo Clara e Brahms, juntamente com seus apoiadores, como Joachim e o crítico musical Eduard Hanslick, eram vistos como os defensores da música na tradição clássica alemã de Beethoven, Mendelssohn e Schumann. Eles foram combatidos pelos adeptos de Liszt e Wagner, incluindo Draeseke, Hans von Bülow (por um tempo) e em sua qualidade de crítico musical Bernard Shaw, que eram a favor de harmonias cromáticas mais extremas e conteúdo programático explícito. Wagner declarou que a sinfonia estava morta. Na virada do século, críticos como Fuller Maitland e Henry Krehbiel estavam tratando a produção de ambas as facções com igual consideração.
Em 1991 foi publicado o primeiro volume de uma edição completa das obras de Schumann. Uma edição supostamente completa havia sido publicada entre 1879 e 1887, editada por Clara e Brahms, mas não estava completa: além de omissões inadvertidas, os dois editores deliberadamente suprimiram algumas das músicas posteriores de Schumann, pois acreditavam que haviam sido afetadas por sua saúde mental em declínio. Na década de 1980, a Universidade de Colônia criou um departamento de pesquisa com o objetivo de localizar todos os manuscritos do compositor. Isso levou à Nova Schumann Complete Edition, que compreende 49 volumes e foi concluída em 2023.
O local de nascimento de Schumann em Zwickau é preservado como um museu em sua homenagem. Acolhe concertos de câmara e é o foco de um festival anual em sua homenagem. O Concurso Internacional Robert Schumann para Piano e Voz foi lançado em Berlim em 1956, e mais tarde mudou-se para Zwickau. Entre os vencedores estão os pianistas Dezső Ránki, Yves Henry e Éric Le Sage e os cantores Siegfried Lorenz, Edith Wiens e Mauro Peter. Em 2009, o Royal College of Music em Londres inaugurou o Prêmio Joan Chissell Schumann para cantores e pianistas.
Em 2005, o governo federal alemão lançou a Rede Schumann online em colaboração com instituições culturais em Zwickau, Leipzig, Düsseldorf e Bonn. O site tem como objetivo oferecer ao público a mais completa cobertura da vida e obra de Robert e Clara Schumann.

### Instrumentos
Um dos instrumentos mais tocados por Robert Schumann foi oferecido pelo fabricante de pianos Conrad Graf, no seu casamento com Clara, no ano de 1839. Este instrumento ficava na oficina de Schumann, na cidade de Düsseldorf, e foi posteriormente oferecido por Clara Schumann a Johannes Brahms. Após algumas mudanças de local, o piano foi recebido pela Sociedade dos Amigos da Música de Viena, e encontra-se no Museu de Museu de História da Arte em Viena.

## Gravações
- Jörg Demus. Robert Schumann, Clara Schumann. Schumann's Clavier. Fortepian Conrad Graf da década de 1839
- Alexander Melnikov. Robert Schumann. Piano Concerto. Fortepian Erard da década de 1837, Streicher 1847
- Penelope Crawford. Robert Schumann. Kinderszenen Op.15 - Abegg Variations Op.1. Fortepian Conrad Graf da década de 1835
- Michael Schoch. Robert Schumann, Konzert für Klavier und Orchester, a-Moll, op. 54. Johann Rufinatscha. Konzert für Klavier und Orchester, g-Moll.  Fortepian  Conrad Graf da década de 1838. Institut Für Tiroler Musikforschung Innsbruck